# Tilt test (geotecnica)

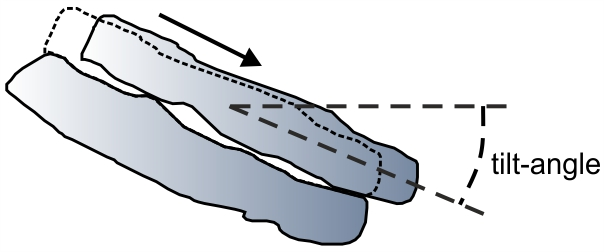
Tilt test su una discontinuità combaciante.

In geomeccanica e in geotecnica, un tilt test è un test per stimare i parametri della resistenza al taglio di una discontinuità. Due pezzi di roccia contenenti una discontinuità sono tenuti in mano o montati sull'attrezzatura del test con la discontinuità orizzontale. Il campione viene lievemente inclinato finché il blocco superiore non si muove. L'angolo formato con l'orizzontale all'avvio del movimento è chiamato angolo di inclinazione (tilt-angle).
La dimensione del campione è limitata a 10–20 cm per i test fatti a mano, mentre l'attrezzatura per il tilt test azionata da una macchina può gestire campioni delle dimensioni dei metri. Sul campo, l'angolo può essere determinato più facilmente con un inclinometro, presente nella maggior parte delle bussole geologiche o strutturali.

## Angolo di inclinazione
L'angolo di inclinazione equivale all'attrito materiale della parete della discontinuità più l'angolo di rugosità i (angolo di inclinazione = φmateriale delle pareti + i) se non è presente nessuna vera coesione (cioè nessun materiale cementizio o collante tra i due blocchi), se non è presente nessun materiale di riempimento, se le asperità non si rompono e se le pareti della discontinuità sono completamente combacianti all'inizio della prova, mentre se sono completamente non combacianti, l'angolo di inclinazione equivale all'attrito del materiale delle pareti della discontinuità (angolo di inclinazione = φmateriale delle pareti). Se è presente la cementazione del materiale collante o si rompono le asperità, l'angolo di inclinazione rappresenta una combinazione della coesione (apparente o reale) e dell'attrito lungo la discontinuità. Se è presente materiale di riempimento, l'angolo di inclinazione è governato parzialmente o completamente dal riempimento, a seconda dello spessore del riempimento e dell'altrzza delle asperità.